# 가쓰우라군

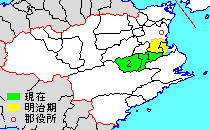
가쓰우라 군의 위치

가쓰우라군(일본어: 勝浦郡, かつうらぐん)은 일본 도쿠시마현의 군이다.
인구 5,507명, 면적 179.46km², 인구밀도 30.7명/km².(2025년 3월 1일, 추계인구)
이하 2정으로 구성된다.
- 가쓰우라정(勝浦町)
- 가미카쓰정(上勝町)